# روابط ایران و سنگال
روایط ایران و سنگال به مجموعه روابط سیاسی، نظامی و فرهنگی میان کشورهای ایران و سنگال گفته می‌شود.

## تاریخچه
سابقه رابطه ایران و سنگال به سال ۱۳۵۰ باز می‌گردد در آن سال وزیر امور خارجه وقت ایران به سنگال سفر می‌کند و دو طرف سنگالی و ایرانی علاقه خود را به گسترش روابط اعلام می‌نمایند. سدار سنگور رئیس جمهور وقت سنگال نیز در جشن‌های ۲۵۰۰ ساله ایران شرکت می‌کند.
در تاریخ ۳۰ شهریور ۱۳۵۰ سفارت ایران در داکار تأسیس شد. یکسال بعد از اعزام سفیر ایران به سنگال، دولت سنگال نیز متقابلاً نسبت به افتتاح سفارت خود در تهران اقدام نمود.
در ۲۴ دیماه ۱۳۸۳ سید محمد خاتمی رئیس جمهور وقت در رأس یک هیئت عالی رتبه به سنگال سفر می‌نماید.

## قطع رابطه سنگال با ایران
در اسفند ماه ۱۳۸۹ دولت سنگال با متهم کردن دولت ایران به ارسال اسلحه و کمک به شورشیان در جنوب این کشور روابط سیاسی خود با ایران را قطع کرد.
دولت سنگال طی بیانیه‌ای ادعا کرد که در حمله شورشیان جدایی‌طلب در تاریخ اول اسفند ۱۳۸۹ در کازامانس منطقه‌ای در مرز جنوبی سنگال با گامبیا، سه سرباز سنگالی با استفاده از سلاح‌های ارسالی از ایران، کشته شده‌اند.

در بهمن ماه ۱۳۹۱ و در حاشیه اجلاس سران عضو سازمان همکاری‌های اسلامی در مصر رئیس‌جمهورهای دو کشور ضمن دیدار با یکدیگر، تصمیم به از سرگیری روابط دوکشور کردند.

## روابط اقتصادی
در ۱۵ آذر ۱۳۸۷ خط تولید خودروی سمند توسط شرکت سنیران اتو در شهر تیس سومین شهر بزرگ سنگال با حضور علی‌اکبر محرابیان وزیر صنایع و معادن ایران، رئیس جمهور سنگال و مدیرعامل گروه صنعتی ایران خودرو افتتاح شد.

فعالیت این کارخانه به علت ضعف نیروگاه برق شهر تیس محل احداث کارخانه خودرو سازی ایران و لزوم وجود برق فشار قوی متوقف شده است. هرچند طی سال های اخیر این شرکت به مونتاژ اتومبیل های ایرانی از جمله سمند، رانا و دنا روی آورده است

### مبادلات بازرگانی غیر نفتی
| سال        | ۱۳۸۲ | ۱۳۸۳ | ۱۳۸۴ | ۱۳۸۵ | ۱۳۸۶ | ۱۳۸۷ | ۱۳۸۸ | ۱۳۸۹ | ۱۳۹۰ |
| ---------- | ---- | ---- | ---- | ---- | ---- | ---- | ---- | ---- | ---- |
| صادرات     | ۴٫۴  | ۲٫۵  | ۲٫۴  | ۵٫۴  | ۱۶   | ۱۵٫۹ | ۱۱٫۹ | ۴٫۸  | ۶٫۱  |
| واردات     | -    | -    | ۰٫۱  | ۰٫۸  | -    | -    | -    | ۰٫۹  | -    |
| تراز تجاری | ۴٫۴  | ۲٫۵  | ۲٫۴  | ۴٫۶  | ۱۶   | ۱۵٫۹ | ۱۱٫۹ | ۳٫۹  | ۶٫۱  |

## روابط فرهنگی
در سال ۱۳۸۲ و پس از امضای تفاهم‌نامه همکاری بین دو کشور، همکاری در زمینه‌های علمی، تحقیقاتی، فرهنگی در دستور کار قرار گرفت. متعاقب سفر مهدی کروبی رئیس وقت مجلس شورای اسلامی و هیئت همراه در مراسمی، کرسی زبان فارسی در دانشگاه شیخ آنتاجوپ داکار افتتاح شد.